# Dolcetto di Diano d'Alba

Le Dolcetto di Diano d'Alba  est un vin rouge italien de la région Piémont. Au départ simple DOC depuis le 1er septembre 1972, elle est depuis le 2 août 2010 une Denominazione di Origine Controllata e Garantita DOCG soit la plus haute reconnaissance qualitative en Italie. Seuls ont droit à la DOCG les vins rouges récoltés à l'intérieur de l'aire de production définie par le décret. Les vignobles autorisés se situent exclusivement en zone collinaire de la commune de Diano d'Alba en province de Coni.
Les vignobles se situent sur des pentes des nombreuses collines autour de Diano d'Alba. La superficie plantée en vignes est de 283 hectares.
Le Dolcetto di Diano d'Alba peut également porter la mention Superiore, en Italie cette mention indique au consommateur que le vin possède un degré alcoolique supérieur de 1% par rapport au vin issu de cette région.

## Caractéristiques organoleptiques
- couleur : rouge rubis avec tendance au rouge brique avec le vieillissement.
- odeur : vineux, agréablement caractéristique
- saveur : sèche, puissant, légèrement amer (amarognolo) ou au parfum d’amande

Le  Dolcetto di Diano d'Alba se déguste à une température de 15 – 17 °C et il se gardera 3 – 4 ans.

## Association de plats conseillée
Hors-d’œuvre divers, agnolottis, des  risottos et tagliatelles aux champignons, escalopes de veau.

## Production
Province, saison, volume en hectolitres :
- pas de données disponible